# Piper richardiifolium
Piper richardiifolium är en pepparväxtart som beskrevs av Carl Sigismund Kunth. Piper richardiifolium ingår i släktet Piper och familjen pepparväxter. Inga underarter finns listade i Catalogue of Life.